# Fritz Schütze
Fritz Schütze (ur. 1944) – niemiecki socjolog, profesor Uniwersytetu w Magdeburgu. Opracował nową metodę badań jakościowych w naukach społecznych zwaną wywiadem narracyjnym.